# Uns gehört die Welt
Uns gehört die Welt ist ein Lied der deutschen Pop- und Schlagersängerin Vanessa Mai, das sie unter dem Musikprojekt Wolkenfrei veröffentlichte. Das Stück ist die erste Singleauskopplung aus dem Studioalbum Hotel Tropicana.

## Entstehung und Artwork
Geschrieben wurde das Lied gemeinsam von Olaf Bossi und Felix Gauder. Gauder war darüber hinaus auch für die Abmischung, Aufnahme, das Mastering, die Produktion und Programmierung zuständig.
Auf dem Frontcover der Single ist – neben Künstlernamen und Liedtitel – Vanessa Mai zu sehen. Das Bild entstand beim Dreh zum Musikvideo und zeigt sie, während sie mit verschränkten Armen aus dem Fenster eines VW-Busses lehnt und dabei in die Kamera schaut. Die Fotografie entstand durch die Leipziger Fotografin Sandra Ludewig, die in der Vergangenheit schon diverse Fotoshootings mit Mai durchführte. Es handelt sich hierbei um das gleiche Coverbild wie des Albums Hotel Tropicana.

## Veröffentlichung und Promotion
Die Erstveröffentlichung von Uns gehört die Welt erfolgte als Single am 3. Februar 2023 (Katalognummer: 19658983711). Diese erschien als 2-Track-Single zum Download und Streaming durch das Musiklabel Ariola. Der Vertrieb erfolgte durch Sony Music Entertainment, verlegt wurde es durch AFM Publishing, den Lidalula Musikverlag und OneTwoFour Publishing. Als B-Seite beinhaltet die Single einen sogenannten „Hazienda Mix“, der von Felix Gauber gemischt wurde. Am 31. März 2023 erschien es als Teil des Studioalbums Hotel Tropicana, dessen erste Singleauskopplung es ist.
Um das Lied zu bewerben, veröffentlichte man am 19. Januar 2023 erstmals einen Beitrag auf der Wolkenfrei-Instagramseite, mit dem Kommentar: „Der Bulli ist aufgetankt …“, einer Liedzeile aus Uns gehört die Welt. Begleitet wurde dies mit einem Bild eines blauen VW-Busses, der auch auf dem Frontcover und im Musikvideo zu sehen ist. Am 24. Januar 2023 wurde schließlich die Singleveröffentlichung für den 3. Februar 2023 bestätigt. Zwei Tage später wurde eine erste Hörprobe veröffentlicht. Am 25. Februar 2023 trat Mai mit dem Lied, zur Hauptsendezeit, in der Giovanni Zarrella Show auf. Darüber hinaus trat sie mit dem Lied im ZDF-Fernsehgarten (7. Mai 2023) oder der Starnacht am Neusiedler See (3. Juni 2023) auf.

## Hintergrund
Uns gehört die Welt stellt das Comeback des Projektes Wolkenfrei dar. Im November 2022 kündigte Vanessa Mai in der Giovanni Zarrella Show ein „letztes“ Wolkenfrei-Album für 2023 an, allerdings wird das Projekt weiterhin nur von ihr verkörpert. Mit der Veröffentlichung von Uns gehört die Welt erschien schließlich erstmals seit 2015 wieder ein Werk unter dem Projektnamen „Wolkenfrei“, letztmals erschien mit Ein Engel in der Weihnachtszeit am 18. Dezember 2015 eine Veröffentlichung hierunter. Mai kehrt hiermit nicht nur zu dem Projekt, sondern auch zu ihren ehemaligen Autoren und Produzenten Olaf Bossi und Felix Gauder zurück, die ihrerzeit Hauptautoren der Alben Endlos verliebt (2014) und Wachgeküsst (2015) waren. Gauder war zudem auch vereinzelt für die Vanessa-Mai-Alben Regenbogen (2017) und Schlager (2018) tätig. Während Mai im Juli 2018 mit Wir 2 immer 1 noch eine Single in Zusammenarbeit mit Gauder veröffentlichte, ist es in Zusammenarbeit mit Bossi die erste seit Ein Engel in der Weihnachtszeit. Mai selbst beschrieb die Zusammenarbeit so, dass es sich wie damals angefühlt habe, als sei sie nie weg gewesen.
Das Comeback des Projektes erklärte Mai damit, dass tief in ihrem inneren Wolkenfrei immer einen Platz in ihrem Herzen gehabt habe. Sie wisse, wo sie herkomme und habe nie keine Lust mehr auf Schlager gehabt. Mai habe nur eigene Wege gehen müssen, um jetzt wieder mit vollem Herzen das machen zu können, was sie schon damals so glücklichgemacht habe. Es habe erstmal stürmen müssen, damit es wieder Wolkenfrei werden könne. Uns gehört die Welt sei die erste Singleauskopplung geworden, weil Mai und ihr Team einen ersten Titel als erstes Lebenszeichen haben wollten, der sofort die Leute in den ersten drei Sekunden einfange. Dass die Menschen die ersten Noten hören und sagen würden: „Boah, dass ist Wolkenfrei und das hab ich vermisst“. Es sei einfach ein schönes Lied, das viel Spaß mache und Wolkenfrei absolut repräsentiere – so Mai.

## Inhalt
| „Fenster auf, Wind im Haar. Das Navi auf dort, wo ich noch nie war. Nächster Stop: Sternenzelt. Baby, uns gehört die Welt. Nächster Halt: Horizont. So verrückt auf alles, was noch kommt. Nichts und niemand, was uns hält. Baby, uns gehört, uns gehört die Welt.“ – Refrain, Originalauszug | Der Liedtext zu Uns gehört die Welt ist in deutscher Sprache verfasst. Die Musik und der Text wurden gemeinsam von Olaf Bossi und Felix Gauder geschrieben beziehungsweise komponiert. Musikalisch bewegt sich das Lied im Bereich der Popmusik, stilistisch im Bereich des Schlagers. Das Tempo beträgt 125 Schläge pro Minute. Die Tonart ist F-Dur. Aufgebaut ist das Lied auf zwei Strophen und einem Refrain. Es beginnt zunächst mit der ersten Strophe, die als Sechszeiler geschrieben wurde. An die erste Strophe schließt sich erstmals der Refrain an, der sich aus vier Paarreimen zusammensetzt. Der gleiche Aufbau wiederholt sich mit der zweiten Strophe. Nach dem zweiten Refrain setzt zunächst ein Instrumental ein, ehe das Lied mit dem dritten Refrain endet. Im Pre-Chorus befindet sich mit der Zeile „Ein paar T-Shirts und ’ne Jeans; und dich“ eine Anspielung auf die Wolkenfrei-Debütsingle Jeans, T-Shirt und Freiheit wieder. |

## Musikvideo
Das Musikvideo zu Uns gehört die Welt wurde auf Teneriffa gedreht und feierte seine Premiere am 3. Februar 2023 auf YouTube, seine TV-Premiere feierte das Video am gleichen Tag in der MDR-Show Die Schlager des Monats. Dieses lässt sich in zwei Abschnitte unterteilen, die immer wieder im Wechsel zu sehen sind. Einerseits sieht man Mai zusammen mit ihrem Ehemann und Manager Andreas Ferber, die mit einem blauen VW-Bus auf einem Roadtrip sind. Andererseits zeigt es Mai, die das Lied am Strand singt und sich dazu bewegt. Während der Fahrt mit dem VW-Bus fungiert Andreas als Fahrer, ist jedoch zunächst nicht zu erkennen. Etwa in der Mitte des Videos erkennt man ihn erstmals, als er von Vanessa, für einen Ausblick aufs Meer, gerufen wird. Er ist danach in weiteren Szenen zu sehen, aber nie mit dem Gesicht. Das Video endet damit, dass die beiden, mit dem VW-Bus, vor dem Hotel Tropicana stehen bleiben.
Die Gesamtlänge des Videos beträgt 3:31 Minuten. Regie führte, wie bei diversen Vanessa-Mai-Videos zuvor, erneut Mikis Fontagnier von Tyson’s Land. Aufgrund der Trennung zwischen Geschäft und Privat, sind Andreas und Vanessa nur selten zusammen zu sehen, Andreas hält sich lieber hinter der Kamera auf. Im Interview mit Vanessa Civiello von RTL-Punkt 6 erklärte Mai, dass es ihm auch „sehr“ unangenehm gewesen sei, im Video mitzuspielen. Das ganze Team habe ihn dazu überreden müssen. Darüber hinaus stellte sie die rhetorische Frage: „Wen willst du da sonst hinstellen?“

## Mitwirkende
| Liedproduktion - Olaf Bossi: Komponist, Liedtexter - Felix Gauder: Abmischung, Komponist, Liedtexter, Mastering, Musikproduzent, Programmierung, Tonmeister - Vanessa Mai: Gesang Unternehmen - AFM Publishing: Verlag - Ariola: Musiklabel - Lidalula Musikverlag - OneTwoFour Publishing: Verlag - Sony Music Entertainment: Vertrieb - Tyson’s Land: Filmproduzent (Musikvideo) | Visualisierung (Cover) - Sandra Ludewig: Fotograf Musikvideo - Sunny Bizness: Filmaufnahmeleitung, Filmproduzent - Andreas Ferber: Schauspieler - Mikis Fontagnier: Filmeditor, Nachproduktion, Regisseur - Grit Hildebrand: Haare, Schminke, Stylist - Philipp Jeschek: Kameraassistent - Noé Plasencia: Setassistenz - Tobias Rupp: Kameramann |

## Rezeption

### Rezensionen
Dani Fromm vom deutschsprachigen Online-Magazin vergab lediglich einen von fünf Sternen für das Album Hotel Tropicana. Er ist während seiner Rezension der Meinung, das Schlager die genügsamste Kliente der Welt haben müsse. Absolut faszinierend, mit wie wenig Aufwand sich diese Zielgruppe nicht nur abspeisen, sondern offenbar wirklich glücklich machen lasse. Diesen Eindruck erwecke jedenfalls Fanreaktionen wie: „Hammersong!“, „Mega mega mega cool!!!“ oder auch „Der Produzent ist ein Genie“. Letztgenannte Aussage unterschreibe er. Zumindest habe Gauder den perfekten Weg gefunden, um aus minimalem Aufwand maximalen Profit zu schlagen. Ein Stück auf dem Album klinge wie das nächste, auch die Unterschiede zwischen Uns gehört die Welt und dem Hazienda Mix müsse man mit der Lupe suchen. Zum Abschluss zitierte er die Strophenzeile „Sag’ mal, spürst du es manchmal auch, so wie ich? Dieses Ich-muss-hier-weg-Gefühl?“ mit den Worten: „Also … ich fühls!“
Radio Paloma ist der Meinung, dass man mit der ersten Note eine fast ansteckende Unbeschwertheit hören könne. Statt auf irgendwelche schnelllebigen Trends und Quoten zu schielen, präsentiere sich Wolkenfrei heute genauso, wie ihre Fans sie seit jeher lieben würden, allerdings doch ins Hier und Jetzt geholt: Luftig-leicht, sorglos, tanzbar.
BR Schlager kürte Uns gehört die Welt zum „Schlager der Woche“, der Weser-Kurier zu einem der „Musik-Highlights der Woche“, das deutschsprachige Onlineportal schlager-charts.com zur „Neuerscheinung der Woche“ und Spotify Deutschland beschrieb es als „Soundtrack für den Sommer“.

### Charts und Chartplatzierungen
Uns gehört die Welt verfehlte die offiziellen Singlecharts, konnte sich jedoch am 14. April 2023 an der Chartspitze der wöchentlichen deutschen Konservativ Pop Airplaycharts platzieren. Obwohl sich das Lied im Monat März 2023 nicht an der Chartspitze der wöchentlichen Konservativ Pop Airplaycharts platzieren konnte, belegte es jedoch in den Monatscharts den ersten Rang. Darüber hinaus konnte sich das Lied auf Rang 16 der Downloadcharts sowie Rang 93 der Airplaycharts platzieren. 2023 belegte das Lied Rang fünf der Konservativ Pop Airplay-Jahrescharts.